# Microcrambus
Microcrambus é um gênero de mariposa pertencente à família Crambidae.